# Aphnaeum
Aphnaeum (łac. Dioecesis Aphaetenus) – stolica historycznej diecezji w Cesarstwie Rzymskim (prowincja Augustamnica I), współcześnie w Egipcie. Od 1933 katolickie biskupstwo tytularne (wakujące od 1997).

## Biskupi tytularni
| Lp. | Biskup                        | Funkcja                                 | Od               | Do               |
| --- | ----------------------------- | --------------------------------------- | ---------------- | ---------------- |
| 1   | Joseph Alexander Fernandes    | biskup pomocniczy Kalkuty (Indie)       | 24 stycznia 1949 | 12 kwietnia 1951 |
| 2   | Gregorio Espiga e Infante OAR | wikariusz apostolski Palawan (Filipiny) | 3 lipca 1955     | 15 kwietnia 1997 |